# Steve Valentine

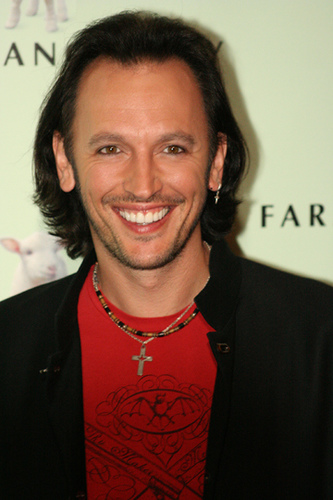
Steve Valentine

Steve Valentine (* 26. Oktober 1966 in Bishopbriggs, Schottland) ist ein britischer Schauspieler, Zauberkünstler und Autor. Valentine wurde durch die Rolle des Dr. Nigel Townsend in der Krimiserie Crossing Jordan – Pathologin mit Profil bekannt.

## Privates
Steve Valentine war von 1998 bis 2005 mit Shari Valentine verheiratet. Seit 2010 ist er mit der russischen Schauspielerin Inna Korobkina verheiratet, mit der er eine Tochter (* 2011) hat.

## Wirken
Kleinere Rollen spielte er in Filmen wie Spider-Man 3, Tim Burtons Mars Attacks!. Valentine tritt in Gast- und kleineren Nebenrollen in Fernsehserien wie Just Shoot Me – Redaktion durchgeknipst, Will & Grace, Dharma & Greg und Charmed – Zauberhafte Hexen auf. Von 2009 bis 2011 hatte er in der Disney-XD-Serie Tripp’s Rockband die Rolle des Derek Jupiter inne.
Bereits vor seiner Karriere als Schauspieler war Valentine ein sehr erfolgreicher Magier. Unter anderem trat er in Las Vegas und im Magic Castle in Hollywood auf. Vom Magic Castle wurde er auch zwei Jahre in Folge als Close Up Magician of the Year ausgezeichnet. Außerdem hat er mehrere DVDs zum Thema Magie veröffentlicht. Bei seinen Gastauftritten in den Serien Dr. House und Monk spielte er ebenfalls einen Zauberer. 
Im Jahr 2012 veröffentlichte Steve Valentine seine erste Graphic Novel Crimeworld.

## Filmografie (Auswahl)
- 1996: Eine schrecklich nette Familie (Married… with Children, Fernsehserie, Episode 10x06)
- 1996: Mars Attacks! (Mars Attacks!)
- 1996: Santa Claus mit Muckis (Santa with Muscles)
- 1997: No Night Stand (Trojan War)
- 1998: Shandar Das Geheimnis der verborgenen Stadt (The Shrunken City)
- 1998: Martial Law – Der Karate-Cop (Martial Law, Fernsehserie, Episode 1x04)
- 1999: Die Muse (The Muse)
- 1999: JAG – Im Auftrag der Ehre (JAG, Fernsehserie, Episode 5x06)
- 1999: Die Rückkehr der vergessenen Freunde (Don’t Look Under the Bed)
- 1999: Foreign Correspondents
- 2000: King of the Open Mic's
- 2000: Return to the Secret Garden
- 2000: X-Factor: Das Unfassbare (Beyond Belief: Fact or Fiction, Fernsehserie, Episode 3x08)
- 2001: Charmed (Charmed, Fernsehserie, Episode 3x11)
- 2001: Gabriela
- 2001–2007: Crossing Jordan – Pathologin mit Profil (Crossing Jordan, Fernsehserie, 117 Episoden)
- 2003: Dead End
- 2005: Boston Legal
- 2006: Pamela Anderson in: Stacked (Stacked, Fernsehserie, Episode 2x14)
- 2007: Spider-Man 3
- 2008: Dr. House (House, Fernsehserie, Episode 4x08)
- 2009: Monk (Fernsehserie, Episode 7x15)
- 2009: Chuck (Fernsehserie, Episode 2x03)
- 2009: Die Zauberer vom Waverly Place – Der Film (Wizards of Waverly Place: The Movie, Fernsehfilm)
- 2009–2011: Tripp’s Rockband (I’m in the Band, Fernsehserie, 42 Episoden)
- 2010: Die Tochter von Avalon (Avalon High, Fernsehfilm)
- 2012, 2014: Hot in Cleveland (Fernsehserie, 2 Episoden)
- 2012: Leverage (Fernsehserie, Episode 5x04)
- 2012: Navy CIS (NCIS, Fernsehserie, Episode 10x02)
- 2012: Harry’s Law (Fernsehserie, Episode 2x20)
- 2013: Anger Management (Fernsehserie, 3 Episoden)
- 2013: Psych (Fernsehserie, Episode 7x05)
- 2013: Warehouse 13 (Fernsehserie, Episode 4x14)
- 2013: Teen Beach Movie (Fernsehfilm)
- 2013: Supernatural (Fernsehserie, Episode 9x05)
- 2013–2014: Major Crimes (Fernsehserie, 2 Episoden)
- 2014: The Big Bang Theory (Fernsehserie, Episode 7x23)
- 2014: Perception (Fernsehserie, Episode 3x02)
- 2015: The Gourmet Detective: A Healthy Place to Die (Fernsehfilm)
- 2015: The Walk
- 2017: Supergirl (Fernsehserie, Episode 2x10)
- 2022: Monster High: Der Film (Fernsehfilm)
- 2023: Monster High 2 (Fernsehfilm)

## Computerspiele
- 2009: Uncharted 2: Among Thieves
- 2009: Dragon Age: Origins
- 2011: Dragon Age 2
- 2011: Uncharted 3: Drake’s Deception
- 2014: Tesla Effect
- 2014: Dragon Age: Inquisition